# Elisângela Adriano
Elisângela Maria Adriano (27 de julho de 1972, em São Paulo, SP) é uma atleta brasileira.
Especializada nas provas de arremesso de peso e lançamento de disco, nas quais compete desde 1991, Elisângela Adriano é a detentora do recorde sul-americano em ambas as provas.
Em 1999 foi pega no exame antidoping no Pan de Winnipeg e foi suspensa pela IAAF para um período de dois anos, mas ela foi mais tarde reintegrada ao esporte.
Participou dos Jogos Olímpicos de Atenas 2004, sendo eliminada nas qualificatórias das suas duas provas.
Participou dos Jogos Olímpicos de Pequim 2008, sendo eliminada nas eliminatórias da prova Lançamento do disco.
Seus recordes sul-americanos são:
| Prova               | Marca | Local                      | Data                |
| ------------------- | ----- | -------------------------- | ------------------- |
| Arremesso de peso   | 19m30 | Tunja, Colômbia            | 14 de julho de 2001 |
| Lançamento de disco | 62m00 | São Caetano do Sul, Brasil | 23 de julho de 2011 |